# Crocidura arabica
Crocidure d'Arabie
Espèce
Statut de conservation UICN

 LC  : Préoccupation mineure
La Crocidure d'Arabie (Crocidura arabica) est une espèce de mammifère de la famille des Soricidés.

## Répartition et habitat

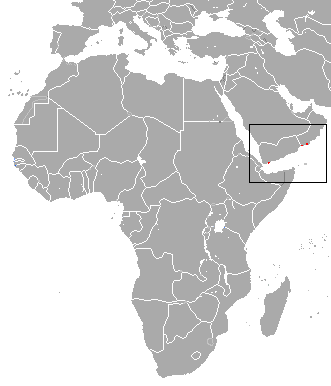
Répartition de l'espèce.

Cette espèce peuple les plaines côtières d'Oman et du Yémen.